# Aiguranda e Gardaduelh
Eiguranda e Gardadelh (en francès Eygurande-et-Gardedeuil) és un municipi francès situat al departament de la Dordonya i a la regió de la Nova Aquitània.

## Demografia
| 1962                                       | 1968 | 1975 | 1982 | 1990 | 1999 | 2007 |
| ------------------------------------------ | ---- | ---- | ---- | ---- | ---- | ---- |
| 484                                        | 423  | 365  | 310  | 300  | 296  | 350  |
| Des de 1962: població sense dobles comptes |      |      |      |      |      |      |

## Administració
| Període   | Identitat         | Partit |
| --------- | ----------------- | ------ |
| 2001-2008 | Joël Jalarin      |        |
| 2008-     | Jean-Loup Monnier |        |